# 사마라 시간
| USZ1 | ■ 칼리닌그라드 시간     | MSK-1 (UTC+02:00) |
| MSK  | ■ 모스크바 시간         | MSK (UTC+03:00)   |
| SMAT | ■ 사마라 시간           | MSK+1 (UTC+04:00) |
| YEKT | ■ 예카테린부르크 시간   | MSK+2 (UTC+05:00) |
| OMST | ■ 옴스크 시간           | MSK+3 (UTC+06:00) |
| KRAT | ■ 크라스노야르스크 시간 | MSK+4 (UTC+07:00) |
| IRKT | ■ 이르쿠츠크 시간       | MSK+5 (UTC+08:00) |
| YAKT | ■ 야쿠츠크 시간         | MSK+6 (UTC+09:00) |
| VLAT | ■ 블라디보스토크 시간   | MSK+7 (UTC+10:00) |
| MAGT | ■ 마가단 시간           | MSK+8 (UTC+11:00) |
| PETT | ■ 캄차카 시간           | MSK+9 (UTC+12:00) |

사마라 시간(SAMT)은 러시아의 세 번째 시간대로, 러시아 사마라주와 우드무르트 공화국, 볼고그라드주에서 사용하며 모스크바 시간보다 한 시간 앞선다(MSK+1). 협정 세계시보다 4시간 빠른 시간대(UTC+4)를 사용하고 있다.

## 역사
이전에는 동절기에 UTC+4, 하절기(SAMST)에 UTC+5를 사용했다.
2010년 3월 28일에 일광 절약 시간제가 실시될 때 두 지역은 효율성 문제로 모스크바 시간에 흡수되면서 다른 지역과 달리 시간을 당기지 않았다(UTC+4). 같은 해 10월 31일에 일광 절약 시간제가 해제되면서 UTC+3을 사용했다. 이듬해 3월 27일부터 하절기 시간 고정제가 시행되면서 UTC+4로 고정되었다.
2014년 10월 26일부터 동절기 시간 고정제가 시행되었지만, 두 지역은 기존 시간대를 그대로 유지하고 모스크바 시간이 UTC+3로 앞당겨지면서 사마라 시간이 부활했다.